# Lavinia Veiongo
Lavinia Veiongo, född 1879, död 1902, var drottning av Tonga 1899–1902. Hon var gift med kung George Tupou II av Tonga. 
Hon tillhörde en högättad familj. Kungen hade ursprungligen varit trolovad med prinsessan ʻOfakivavaʻu, men blev förälskad i Lavinia Veiongo. Han lyckades få hövdingarnas råd att godkänna hans nya val, och gav Lavinia titeln drottning och krönte henne efter deras bröllop. Äktenskapet var dock mycket kontroversiellt på grund av kungens brutna trolovning, och kravaller bröt ut mellan brudens och den förra fästmöns anhängare. Lavinia födde en dotter. Hon närvarade vid begravningen av sin förra rival ʻOfakivavaʻu, som hade fått tuberkulos, och fick därefter själv samma sjukdom, som hon avled i 1902. 